# Blatná (miasto)
Blatná (niem. Platna, Blatna) – miasto w Czechach, w kraju południowoczeskim. Według danych z 31 grudnia 2003 powierzchnia miasta wynosiła 4360 ha, a liczba jego mieszkańców 6735 osób.

## Demografia
| Rok             | 1970 | 1980 | 1991 | 2001 | 2003 |
| --------------- | ---- | ---- | ---- | ---- | ---- |
| Liczba ludności | 5265 | 6208 | 6944 | 6644 | 6735 |

Źródło: Czeski Urząd Statystyczny

## Kolej
W mieście znajduje się stacja kolejowa Blatná.

## Miejscowości partnerskie
- Calderdale, Anglia
- Roggwil, Szwajcaria
- Sargé-lès-le-Mans, Francja
- Vacha, Niemcy
- Ważec, Słowacja